# Sagamalia hinomaru
Sagamalia hinomaru is een hydroïdpoliep uit de familie Rhodaliidae. De poliep komt uit het geslacht Sagamalia. Sagamalia hinomaru werd in 1954 voor het eerst wetenschappelijk beschreven door Kawamura. 